# Mesochorus cacuminis
Mesochorus cacuminis är en stekelart som beskrevs av Schwenke 1999. Mesochorus cacuminis ingår i släktet Mesochorus och familjen brokparasitsteklar. Inga underarter finns listade i Catalogue of Life.